# Spektrální sklon
Spektrální sklon ve fonetice je pokles amplitudy vyšších frekvencí ve zvukovém signálu řeči.
Zvuk řeči vzniká primárně kmitáním hlasivek.
Základní hlasivkový tón je frekvenčně velmi bohatý:
k rozkmitání vokálního traktu je potřeba mnoho různých frekvencí.
V tomto primárním tónu klesá amplituda s rostoucí frekvencí asi o 12 dB na oktávu.
Následný průchod supraglotálním vokálním traktem, který se akusticky uplatňuje jako filtr,
má přitom na různé frekvence různý vliv, totiž různé frekvence jsou v nadhrtanových dutinách
různě utlumeny (nejméně utlumená frekvenční pásma pak tvoří formanty).
Zvuk řeči se nakonec z vokálního traktu šíří do okolí.
Relativně úzká retní štěrbina se opět chová jako další filtr,
který zesiluje vyšší frekvence asi o 6 dB na oktávu.
Celkový spektrální sklon řeči je pak výsledkem sklonu hlasivkového signálu
a následné radiační impedance při vyzařování zvukové energie retní štěrbinou.
Při normální fonaci činí výsledný spektrální sklon asi -6 dB na oktávu.